# Гасабо
Гасабо (руанда Akarere ka Gasabo, англ. Gasabo District, фр. District de Gasabo) — один из трёх районов провинции Кигали Руанды. Административный центр — город Кигали.

## География
Гасабо находится в центральной Руанде, занимает северную половину провинции Кигали. Площадь территории района составляет 430,3 км².

## Климат
Средняя температура составляет 21 °C. Самый тёплый месяц — август при средней температуре 23 °C, самый холодный — апрель, при средней температуре 18 °C. 
Среднее количество осадков составляет 970 миллиметров в год. Самый влажный месяц — март (172 мм осадков), самый сухой — июль (7 мм осадков).

## Деление
Район разделён на 15 секторов: Бумбого, Гатсата, Гикомеро, Гисози, Жабана, Жали, Качьиру, Кимиронко, Кимихурура, Киньинья, Ндера, Ндуба, Ремере, Русороро и Рутунга. В 2012 году население Гасабо оставляло 529 561 человек, плотность населения — 1230,68 чел/км².